# Segodunum
Segodunum, actuelle Rodez, était la capitale des Rutènes, située sur un carrefour stratégique dans la province Aquitania prima et placée sur un oppidum. Les Rutheni, ont donné leur nom à l'actuelle ville Rodez (Ruth- ⇒ Rodez).

## Situation
On y venait du nord est par Anderitum, via Ad Silanum ; on y passait en remontant de la Narbonnaise (voie d'Aquitaine) par Condatomago (La Graufesenque, sur Millau) ; on la rejoignait à l'ouest par une unique route via Carantomago (Cranton, commune de Compolibat).
Le territoire des Rutènes partageait au nord comme frontière naturelle avec les Arvernes et les Gabales, l'Aubrac la vallée du Lot ou Olt (nommé Oltis, Olindus ou Divona flumen par les cartographes du XVIIe siècle). À l'est la barrière naturelle des Cévennes, territoire des Gabales et Helviens. Au sud la Narbonnaise, chère aux Romains. À l'ouest le Cadurcii, territoire des remuants Cadurques de Lucterios et les Nitiobriges plus au sud-ouest.

## Toponymie
Le toponyme gaulois Segdunon, romanisé en Segodunum, provient des racines sego (« fort ») et *dunon (« colline ») d'où Segdunon : « haute colline, place forte ».
Sego est lui-même issu de l'indo-européen commun *seǵʰ- (avoir, posséder, victoire), qui se retrouve dans l'allemand Sieg (victoire) et dans le nom de plusieurs peupes gaulois (Ségusiaves, Segovellaunes, Sègnes) et d'autres cités romaines d'origine gauloise (Sisteron/Segustero, Suze-la-Rousse/Segusa ou Sigonce/Segontia en France, Suse/Segusio en Italie) ou celtibère (Segovia, Segóbriga ou Segorbe en Espagne). Dunon est lui à l'origine (ou partage l'étymologie) du français dune, du vieil anglais et du vieil irlandais dun (« colline »), de l'irlandais dún (« forteresse »), de l'anglais town (« cité ») et down (« en bas » par perte du préfixe : adune en vieil anglais).

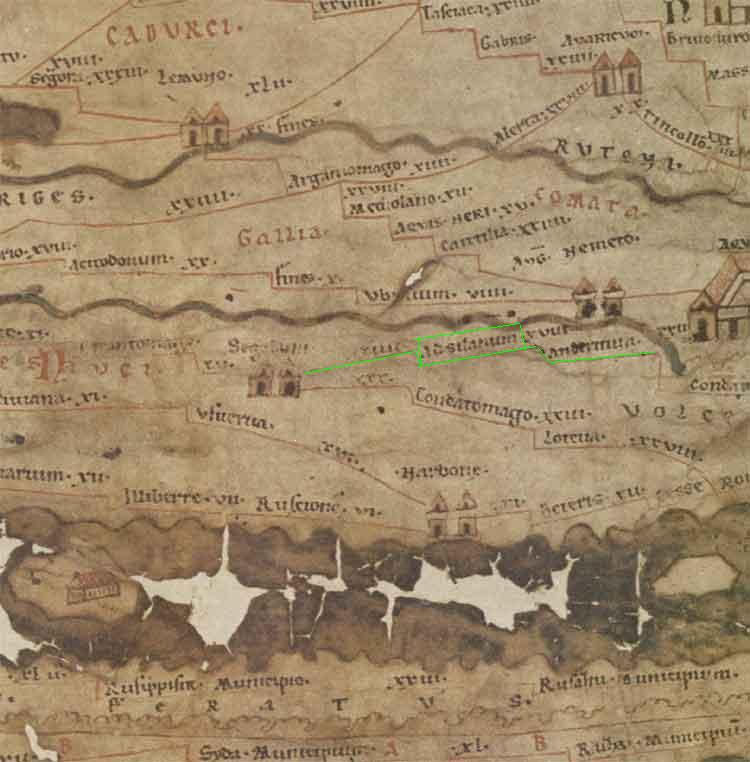
Table de Peutinger, fragment où figure Segodunum ou Segobum
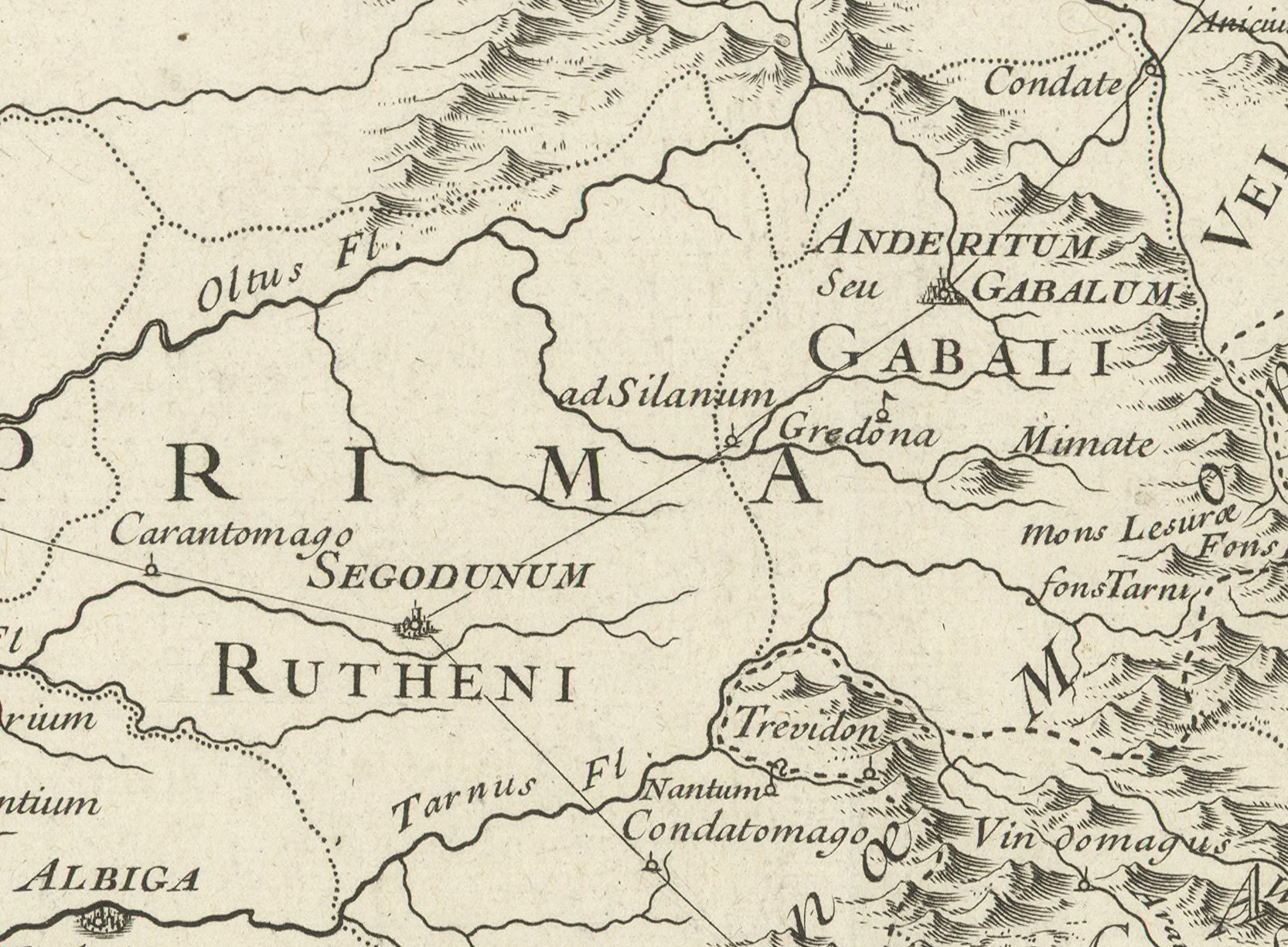
Carte où figurent Segodunum via Adsilanum et Anderitum